# Diploon cuspidatum
Diploon cuspidatum là một loài thực vật có hoa trong họ Hồng xiêm. Loài này được (Hoehne) Cronquist mô tả khoa học đầu tiên năm 1946.